# Mitsubishi Ki-57
Chiếc Mitsubishi Ki-57 là một kiểu Máy bay vận tải hành khách Nhật Bản do Mitsubishi chế tạo; được phát triển vào đầu những năm 1940 dựa trên kiểu máy bay ném bom Ki-21. Nó được sử dụng cho cả mục đích dân sự và quân sự trong giai đoạn Thế Chiến II. Phe Đồng Minh gọi kiểu máy bay này là "Topsy".

## Thiết kế và phát triển
Khi chiếc máy bay ném bom hạng nặng Mitsubishi Ki-21 được đưa vào sử dụng cùng Lục quân Đế quốc Nhật Bản vào năm 1938, khả năng của nó đã thu hút sự chú ý của Hãng Hàng không Nhật Bản (Dai Nippon Koku KK). Kết quả là một phiên bản dân sự được phát triển, về tổng quát tương tự như chiếc Ki-21-I, giữ lại cặp động cơ Nakajima Ha-5 KAI bố trí hình tròn công suất 950 mã lực (708 kW). Các điểm khác biệt chính bao gồm việc chuyển đổi kiểu cánh gắn giữa sang gắn thấp và thân được cải tiến để chuyên chở được cho đến 11 hành khách. Sau chuyến bay đầu tiên của chếc nguyên mẫu vào tháng 8 năm 1940 và các thử nghiệm tiếp theo, kiểu máy bay này được yêu cầu đưa vào sản xuất để sử dụng cho cả trong quân sự và ngoài dân sự.
Phiên bản sản xuất đầu tiên Ki-57-I được đặt tên gọi dân sự là MC-20-I trong khi Lục quân gọi nó là Máy bay vận tải Lục quân Kiểu 100 Loại 1. Có tổng cộng 100 chiếc Ki-57-I được sản xuất cho đến đầu năm 1942, và một số ít trong chúng được chuyển Hải quân Đế quốc Nhật Bản sử dụng trong vai trò máy bay vận tải, vốn được đặt tên là L4Ml. Sau khi chiếc Ki-51 cuối cùng được giao, việc sản xuất được chuyển sang phiên bản cải tiến Ki-57-II, trang bị loại động cơMitsubishi Ha-l02 14 xy lanh bố trí hình tròn mạnh hơn công suất đạt được 1.080 mã lực (805 kW) gắn trên thân động cơ được thiết kế lại; và cùng lúc đó bao gồm các thay đổi nhỏ về thiết bị và tinh chỉnh về chi tiết. Phiên bản này được đặt tên gọi dân sự là MC-20-II trong khi Lục quân gọi nó là Máy bay vận tải Lục quân Kiểu 100 Loại 2. Chỉ có 406 chiếc được chế tạo trước khi việc sản xuất kết thúc vào tháng 1 năm 1945. Cả hai phiên bản được phe Đồng Minh đặt tên mã là "Topsy".

## Các phiên bản
Ki-57-I Máy bay vận tải Lục quân Kiểu 100 Loại 1Trang bị hai động cơ Nakajima Ha-5 KAI bố trí hình tròn công suất 950 mã lực (708 kW); thân được thiết kế lại đủ để chuyên chở 11 hành khách. Có khoảng 100 chiếc được chế tạo bao gồm phiên bản dân sự.
MC-20-ITương tự như trên nhưng được chế tạo để sử dụng dân sự cùng Hãng Hàng không Nhật Bản (Dai Nippon Koku KK).
Ki-57-II Máy bay vận tải Lục quân Kiểu 100 Loại 2Trang bị hai động cơ Mitsubishi Ha-l02 14 xy lanh bố trí hình tròn công suất 1.080 mã lực (805 kW) gắn trên thân động cơ được thiết kế lại; có các thay đổi nhỏ về thiết bị và tinh chỉnh về chi tiết. Có 306 chiếc được chế tạo cho đến khi việc sản xuất ngưng vào tháng 1 năm 1945.
MC-20-IITương tự như trên nhưng được chế tạo để sử dụng dân sự cùng Hãng Hàng không Nhật Bản (Dai Nippon Koku KK).
L4M1Một số ít máy bay Ki-57-II được chuyển cho Hải quân Đế quốc Nhật Bản sử dụng và được đặt tên là L4M1.

## Các nước sử dụng
Nhật Bản
- Lục quân Đế quốc Nhật Bản
- Hải quân Đế quốc Nhật Bản

 Trung Quốc
- ChiếcKi-57 cuối cùng được sử dụng làm máy bay huấn luyện và được cho nghỉ hưu vào năm 1952.

## Đặc điểm kỹ thuật (Ki-57-II)

### Đặc tính chung
- Đội bay: 04 người (phi công, phi công phụ, hoa tiêu và điện báo viên)
- Tải trọng hành khách: 11 người
- Chiều dài: 16,10 m (52 ft 10 in)
- Sải cánh: 22,60 m (74 ft 2 in)
- Chiều cao: 4,85 m (15 ft 11 in)
- Diện tích bề mặt cánh: 70,08 m² (754,36 ft²)
- Trọng lượng không tải: 5.585 kg (12.313 lb)
- Trọng lượng cất cánh tối đa: 9.120 kg (20.106 lb)
- Động cơ: 2 x động cơ Mitsubishi Ha-102 14 xy lanh bố trí hình tròn làm mát bằng không khí, công suất 1.080 mã lực (805 kW) mỗi động cơ

### Đặc tính bay
- Tốc độ lớn nhất: 470 km/h (2543 knot, 292 mph) ở độ cao 5.800 m (19.030 ft)
- Tầm bay tối đa: 3.000 km (1.630 nm, 1.864 mi)
- Trần bay: 8.000 m (26.245 ft)

## Nội dung liên quan

### Máy bay liên quan
- Mitsubishi Ki-21

### Danh sách liên quan
- Danh sách máy bay trong Chiến tranh Thế giới II
- Danh sách máy bay chiến đấu
- Danh sách máy bay quân sự Nhật Bản